# Merriam (Kansas)
Merriam è un comune degli Stati Uniti d'America, situato nello Stato del Kansas, nella contea di Johnson.